# Campeonato de División Intermedia 1931 (Argentina)
El Campeonato de División Intermedia 1931 fue la vigésimo primera edición del torneo y la trigésimo segunda temporada de la tercera categoría. También fue el primero organizado por la Asociación Argentina de Football (Amateurs y Profesionales), nueva denominación de la anterior Asociación ocurrida tras un nuevo cisma en el fútbol argentino.
El cartamen contó con un nuevo participante: Boulogne, ganador del ascenso de Segunda División.
El torneo consagró campeón a 25 de Mayo, que obtuvo el ascenso junto con el subcampeón Albión.

## Ascensos y descensos
| Pos. | Ascendidos a Primera División B 1931 |
| ---- | ------------------------------------ |
| 1.º  | La Paternal                          |

| Pos. | Ascendidos de Segunda División 1930 |
| ---- | ----------------------------------- |
| 2.º  | Boulogne                            |

| Descendidos de Primera División B 1931 |
| -------------------------------------- |
| No hubo                                |

| Desafiliados        |
| ------------------- |
| Adrogué             |
| Buenos Aires        |
| Caseros             |
| Flores              |
| Leandro N. Alem (M) |

El número de participantes se redujo a 38.

## Sistema de disputa
Los participantes fueron divididos en cuatro secciones, donde se enfrentaron bajo el sistema de todos contra todos a dos ruedas. El ganador de cada sección clasificó a la fase final. En caso de igualdad de puntos en el primer lugar, se enfrentaron a eliminación directa a único partido.
Fase final
Los equipos se enfrentaron bajo el sistema de todos contra todos a dos ruedas. Los dos mejores ascendieron a Primera División B y el ganador se consagró campeón.
Descensos
Sin incluirse a los desafiliados, el último posicionado de cada una de las secciones descendió a Segunda División.

## Fase de grupos

### Sección 1
| Pos. | Equipo                       | Pts. | J  | G  | E | P  |
| ---- | ---------------------------- | ---- | -- | -- | - | -- |
| 1°   | Bella Vista                  | 28   | 16 | 13 | 2 | 1  |
| 2°   | Defensores de Santos Lugares | 28   | 16 | 14 | 0 | 2  |
| 3°   | Saavedra                     | 19   | 16 | 9  | 1 | 6  |
| 4°   | Centenario Argentino         | 16   | 16 | 6  | 4 | 6  |
| 5°   | Marplatense                  | 16   | 16 | 7  | 2 | 7  |
| 6°   | Villa Crespo                 | 15   | 16 | 7  | 1 | 8  |
| 7°   | San Miguel                   | 11   | 16 | 4  | 3 | 9  |
| 8°   | Gutenberg                    | 7    | 16 | 3  | 1 | 12 |
| 9°   | El Talar                     | 4    | 16 | 2  | 0 | 14 |

|  | Desempate.                    |
|  | Descendió a Segunda División. |

#### Desempate
| Pos. | Equipo                       |
| ---- | ---------------------------- |
| 1°   | Bella Vista                  |
| 2°   | Defensores de Santos Lugares |

|  | Clasificado a la fase final. |

### Sección 2
| Pos. | Equipo             | Pts. | J  | G  | E | P  |
| ---- | ------------------ | ---- | -- | -- | - | -- |
| 1°   | 25 de Mayo         | 34   | 20 | 16 | 2 | 2  |
| 2°   | Victoria           | 30   | 20 | 14 | 2 | 4  |
| 3°   | Central Argentino  | 25   | 20 | 10 | 5 | 5  |
| 4°   | Martínez           | 23   | 20 | 10 | 3 | 7  |
| 5°   | Villa Ballester    | 20   | 20 | 8  | 4 | 8  |
| 6°   | Boulogne           | 19   | 20 | 7  | 5 | 8  |
| 7°   | Canal San Fernando | 18   | 20 | 8  | 2 | 10 |
| 8°   | Sp. San Isidro     | 17   | 20 | 6  | 5 | 9  |
| 9°   | Florida            | 15   | 20 | 6  | 3 | 11 |
| 10°  | Olivos             | 10   | 20 | 4  | 2 | 14 |
| 11°  | Thomas Edison      | 9    | 20 | 2  | 5 | 13 |

|  | Clasificado a la Fase final.  |
|  | Descendió a Segunda División. |

### Sección 3
| Pos. | Equipo           | Pts. | J  | G | E | P  |
| ---- | ---------------- | ---- | -- | - | - | -- |
| 1°   | Barracas Juniors | 17   | 12 | 7 | 3 | 2  |
| 2°   | Lomas            | 15   | 12 | 5 | 5 | 2  |
| 3°   | Los Andes        | 14   | 12 | 5 | 4 | 3  |
| 4°   | Sp. Alsina       | 14   | 12 | 6 | 2 | 4  |
| 5°   | Wilde            | 12   | 12 | 5 | 2 | 5  |
| 6°   | Isla Maciel      | 11   | 12 | 5 | 1 | 6  |
| 7°   | Sarandí          | 1    | 12 | 0 | 1 | 11 |
| —    | Deutscher        | —    | —  |   |   |    |

|  | Clasificado a la Fase final.  |
|  | Descendió a Segunda División. |
|  | Desafiliado.                  |

### Sección 4
| Pos. | Equipo                       | Pts. | J  | G  | E | P  |
| ---- | ---------------------------- | ---- | -- | -- | - | -- |
| 1°   | Albión                       | 29   | 18 | 12 | 5 | 1  |
| 2°   | Almirante Brown (Almafuerte) | 28   | 18 | 13 | 2 | 3  |
| 3°   | Porteño de Morón             | 21   | 18 | 10 | 1 | 7  |
| 4°   | Ramos Mejía                  | 20   | 18 | 8  | 4 | 6  |
| 5°   | Nueva Pompeya                | 19   | 18 | 7  | 5 | 6  |
| 6°   | Bristol                      | 16   | 18 | 5  | 6 | 7  |
| 7°   | Guarani de Balvanera         | 15   | 18 | 7  | 1 | 10 |
| 8°   | Libertad                     | 13   | 18 | 4  | 5 | 9  |
| 9°   | Loma Juniors                 | 12   | 18 | 5  | 2 | 11 |
| 10°  | Liniers                      | 7    | 18 | 2  | 3 | 11 |

|  | Clasificado a la Fase final.  |
|  | Descendió a Segunda División. |

## Fase final
| Pos. | Equipo           |
| ---- | ---------------- |
| 1°   | 25 de Mayo       |
| 2°   | Albión           |
| —    | Barracas Juniors |
| —    | Bella Vista      |

|  | Campeón. Ascendió a Primera División B. |
|  | Ascendió a Primera División B.          |